# يوسف الرامي
وفق المعتقدات المسيحية فإن يوسف الرامي كان رجل من الأغنياء وكان من بلدة الرامة وكان قد حفر لنفسه قبراً في الجبل ولكن دفن فيه يسوع وقد اشترى الكفان من الأقمشة الغالية ليكفن بها يسوع ولقد كان يوسف الرامى واحداً من الذين آمنوا بالمسيح وقد قام بطلب جسد يسوع من بيلاطس فأذن له بيلاطس بأن يأخذه فقام الرامي بإنزاله عن الصليب وبدفنه في قبر كان قد نحته لنفسه في بستانه وبحسب إنجيل يوحنا فإن نيقوديموس الفريسي وهو أحد أتباع يسوع كان قد ساعد الرامي بعملية الدفن، وكانت هناك أيضا مجموعة من النسوة المؤمنات بيسوع تنظر أين دفنوا الجسد: «وَتَبِعَتْهُ نِسَاءٌ كُنَّ قَدْ أَتَيْنَ مَعَهُ مِنَ الْجَلِيلِ، وَنَظَرْنَ الْقَبْرَ وَكَيْفَ وُضِعَ جَسَدُه. فَرَجَعْنَ وَأَعْدَدْنَ حَنُوطاً وَأَطْيَاباً. وَفِي السَّبْتِ اسْتَرَحْنَ حَسَبَ الْوَصِيَّةِ». هناك عدد من القصص التي طورت خلال العصور الوسطى تربطه بجلاستنبري البريطانية، حيث قالت القصص إنه أسس أول خطابة مسيحية، وكذلك مع أسطورة الكأس المقدسة.

## معرض صور

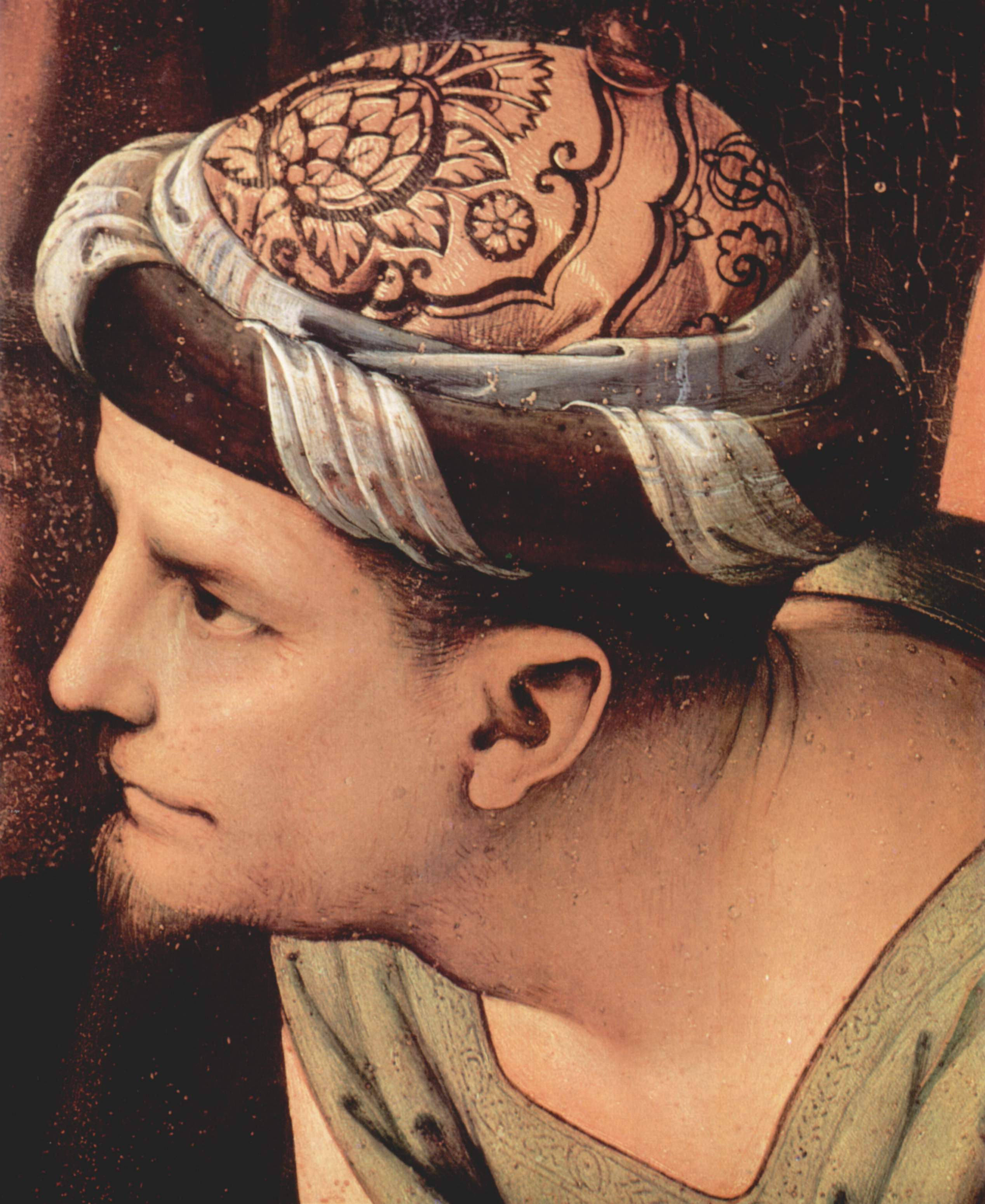
يوسف الرامي في لوحة للرسام الإيطالي بيترو بيرجينو.
إنزال يسوع عن الصليب، منمنمة أرمنية من إنجيل كره بيت من التامار، 1463.